# 八里庄站
八里庄站是位于山东省德州市德城区运河街道的一个铁路车站，邮政编码053511。车站建于1958年，有石德铁路经过该站，现仅办理货运，不办理客运业务，有铁路专用线从此站引出通向德州化肥厂和华能德州电厂，车站及其上下行区间均已电气化。车站距离石家庄站177公里，隶属北京铁路局，是三等站。